# Старий Біяз
Старий Бія́з (рос. Старый Бияз, башк. Иҫке Биәз) — присілок у складі Нурімановського району Башкортостану, Росія. Входить до складу Новосубаївської сільської ради.
Населення — 82 особи (2010; 102 у 2002).
Національний склад:
- башкири — 94 %